# إلينا رييس
إلينا رييس (بالفرنسية: Alina Reyes) (و. 1956  م) هي كاتِبة، وصحفية فرنسية.